# خاندان آشر (فیلم)
خاندان آشر (انگلیسی: House of Usher) یا زوال خاندان آشر (The Fall of the House of Usher) یک فیلم ترسناک به کارگردانی راجر کورمن محصول سال ۱۹۶۰ است. فیلم اقتباسی از داستان زوال خاندان آشر اثر ادگار آلن پو است و از بازیگران آن می‌توان به وینسنت پرایس و مارک دیمون اشاره کرد.
خاندان آشر در سال ۲۰۰۵ واجد «اهمیت فرهنگی، تاریخی یا زیبایی‌شناختی» تشخیص داده شد و برای محافظت در فهرست ملی ثبت فیلم قرار گرفت.